# Saint-Cyrille-de-Wendover
Saint-Cyrille-de-Wendover är en kommun och tätort (centre de population) i provinsen Québec i Kanada. Den ligger i regionen Centre-du-Québec i södra delen av provinsen, omkring 10 mil öster om Montréal och 13 mil sydväst om provinshuvudstaden Québec. Kommunen hade 4 920 invånare vid folkräkningen 2021 varav 1 315 bodde i tätorten. Bykommunen Saint-Cyrille styckades av från de förenade kantonerna Wendover-et-Simpson 1905. Den övertog större delen av Wendover-et-Simpson i början av 1982 och bytte namn och kommuntyp i oktober samma år. (Återstoden av Wendover-et-Simpson bytte namn till Saint-Charles-de-Drummond 1988.)